# Fingebant, simul credebantque
Fingebant, simul credebantque è una frase che, tradotta significa "credevano in ciò che avevano appena immaginato".
Questa frase è di Tacito, ed è tratta dagli Annales (V. 10). Nella variante "fingunt simul, creduntque" è stata usata da Francesco Bacone, in The Advancement of Learning (1605) e da Giovan Battista Vico nei Principj di una scienza nuova dintorno alla natura delle nazioni (1725), contribuendo ad un'ulteriore e autonoma diffusione della citazione. 